# NGC 2595
NGC 2595 (również PGC 23725 lub UGC 4422) – galaktyka spiralna z poprzeczką (SBc), znajdująca się w gwiazdozbiorze Raka. Odkrył ją William Herschel 11 stycznia 1787 roku.
W galaktyce tej zaobserwowano supernową SN 1999aa.